# 尖叶螺序草
尖叶螺序草（学名：Spiradiclis caespitosa f. cylindrica）为茜草科螺序草属螺序草下的一个变型。

## 扩展阅读
- 維基物種上的相關：尖叶螺序草